# Edmund Heath
Pour l’article homonyme, voir Heath.
Edmund Heath, né le 13 septembre 1813 à Bristol, au Royaume-Uni, et mort le 21 janvier 1883 à Clarendon, au Québec, est un agent des terres de la couronne et homme politique fédéral du Québec.

## Biographie
Né à Bristol en Angleterre, il s'établit dans le Canton de Clarendon dans le Bas-Canada où il entra dans le commerce du bois de construction. Il contribua à la création du chemin de fer Bytown and Prescott en 1853. En 1855, il est nommé agent responsable des terres de la couronnes à Fort-Coulonge. Il servit également comme major dans le 1er Bataillon de la milice de Pontiac.
Élu député du Parti conservateur dans la circonscription fédérale de Pontiac en 1867, il ne se représenta pas en 1872.